# OutKast
OutKast is een Amerikaans hiphopduo uit Atlanta. De muziek van de twee leden "André 3000" Benjamin en Antwan "Big Boi" Patton is een combinatie tussen hiphop, funk, soul, rock en blues. In totaal verkocht OutKast 20 miljoen albums en won het 6 Grammy Awards, waarmee het de succesvolste rapgroep aller tijden is.
Het duo heeft 6 albums uitgebracht, waarvan Stankonia uit 2000 de doorbraak was. Het bevatte de singles "Ms. Jackson" en "B.O.B. (Bombs over Baghdad)". Het dubbelalbum Speakerboxxx/The Love Below uit 2003 bracht de hits "Hey Ya!" en "Roses" en werd 11 miljoen keer verkocht. In 2006 kwam Idlewild uit, een album gerelateerd met de gelijknamige film waarin André 3000 en Big Boi de hoofdrol in spelen.

## Biografie

### 1991 - 1994: Formatie en 2 Shades Deep
André Benjamin en Antwan Patton ontmoetten elkaar in 10th grade op Tri-Cities High School, een highschool in East Point. Patton (geboren in Savannah) verhuisde in zijn tienerjaren naar East Point en ontmoette Benjamin voor het eerst op een feest. Pattons eerste herinnering was dat hij een kamer binnen liep en Benjamin daar zag staan, een biertje in zijn ene hand en een Glock in zijn andere hand. Ze kwamen elkaar geregeld tegen in rap battles en waren zo onder de indruk van elkaars kwaliteiten, dat ze een eigen rapformatie begonnen. Ze werden opgepikt door Organized Noise Productions, die ook albums voor TLC produceerde. Benjamin en Patton begonnen hun eerste rapgroep, genaamd 2 Shades Deep. Om rond te komen waren de twee vaak op straat te vinden. Patton handelde in drugs zodat ze geld hadden om opnamen in de studio’s te maken.
Patton studeerde af van de highschool, terwijl Benjamin in de 4e klas van de middelbare school stopte om zich te concentreren op muziek. Nadat ook de naam The Misfits werd overwogen, veranderde het duo hun artiestennaam in OutKast. Ze besloten van 2 Shades Deep af te stappen omdat er een opkomende R&B groep bestond die Four Shades Deep heette. Het woord OutKast is afgeleid van outcast (verschoppeling), een synoniem voor misfit dat ze in het woordenboek hadden gevonden. Benjamin vertelde dat "de naam OutKast is ontstaan omdat er in Atlanta vooral Gangsta Bounce-muziek werd geluisterd, terwijl wij meer van hiphop hielden. Op de highschool keek ik op naar De La Soul en N.W.A. (...) Dus waren we meer verschoppelingen. En hoe meer je je afscheidt, hoe anders je je gaat gedragen." Pattons artiestennaam werd Big Boi, terwijl Benjamin bekendstond als Dré. Om inspiratie op te doen, gingen Dré en Big Boi naar Five Points Flea Market om tapes te kopen van Ron G, een lokale dj uit New York. Het eerste optreden van het duo vond plaats in Club Fritz, in het westen van Atlanta.

### 1994 - 1996: Southernplayalisticadillacmuzik en ATLiens
OutKast was voor het eerst op een opname te horen op een remix van het TLC-nummer "What About Your Friends".
In 1992 verdiende het duo een platencontract bij LaFace Records. Onder dit label namen ze de eerste single "Player's Ball" op. Deze single kwam terecht op een kerstalbum van LaFace, A LaFace Family Christmas, dat in november 1993 werd uitgebracht. Voor OutKasts eigen debuutalbum nam het duo ongeveer 30 nummers op, waarvan er 13 op het album terechtkwamen. De eerste single van het album werd "Player’s Ball", die de eerste plaats in de hiphophitlijst bereikte. In april 1994 werd het debuutalbum Southernplayalisticadillacmuzik uitgebracht. Het album bereikte de top 20 in 1994 en behaalde dat jaar platina. Naast "Player’s Ball" werden er nog 2 singles uitgebracht: "Southernplayalisticadillacmuzik" en "Git Up, Git Out".
Tijdens de Source Awards van 1995 won OutKast de prijs van "Best New Rap Group of the Year". In de periode na het uitbrengen van het debuutalbum collaboreert OutKast met verschillende artiesten: Curtis Mayfields New World Order, het album Crazysexycool van TLC, en het debuutalbum Soul Food van Goodie Mob. In augustus 1996 kwam OutKasts tweede album ATLiens uit. Deze plaat werd meer dan anderhalf miljoen keer verkocht en had als bekendste single "Elevators (Me and You)". In deze periode veranderde Dré van imago door zich excentrieker te gedragen (bijvoorbeeld door vintage kleding te dragen). Ook verbaasde OutKast haar fans door interesse te tonen in ruimte reizen en het creëren van bewustzijn. Het leverde een stroom van roddels over de band op, van vermeende homoseksualiteit tot overmatig drugsgebruik. Dré vertelde hierover dat "iedereen een thug wil zijn, maar niemand origineel durft te zijn. Maar toch wacht iedereen op de persoon die het doet. Je moet sterk zijn om al die onzin te pikken."

### 1998 - 2000: Aquemini en Stankonia

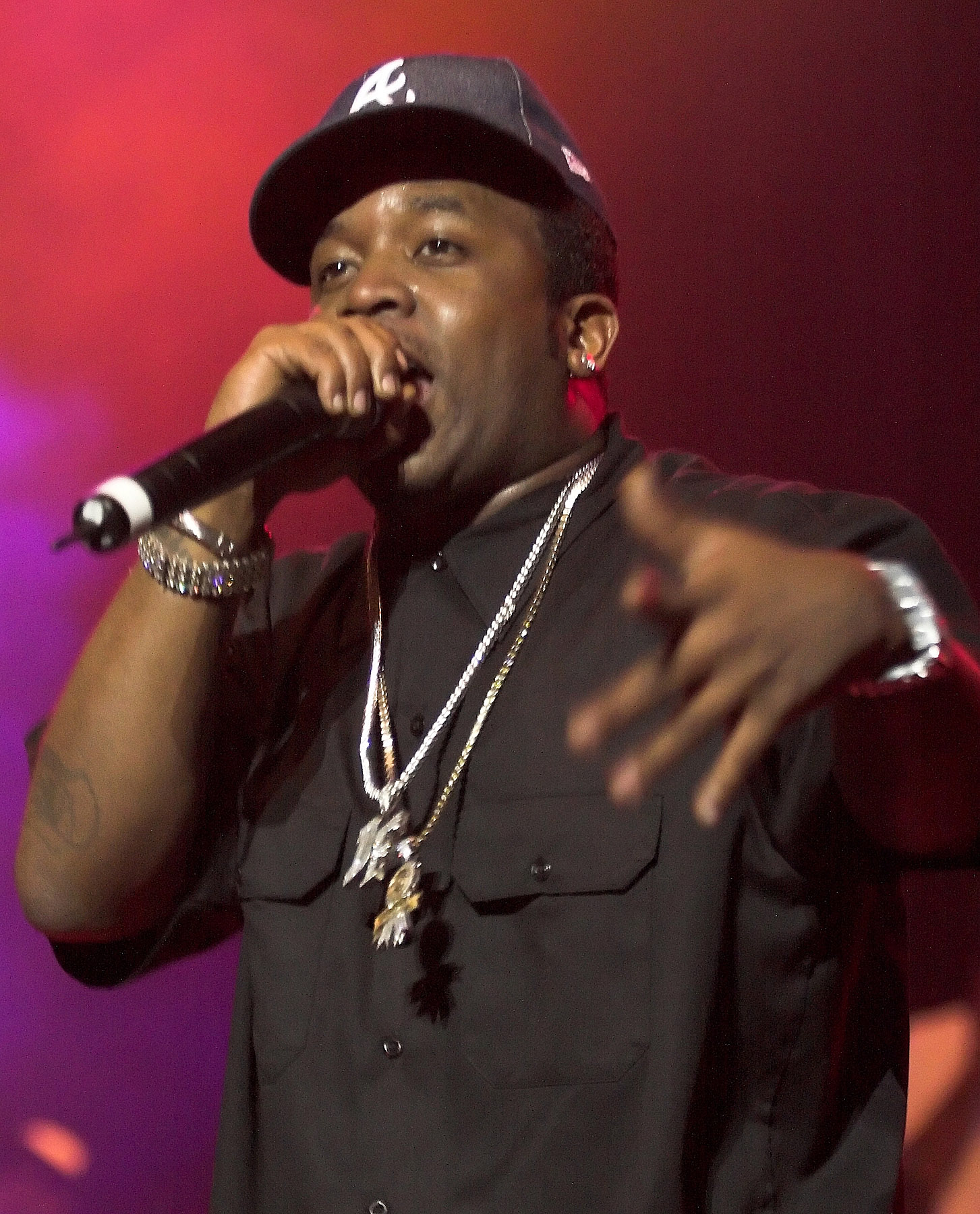
Big Boi met OutKast in het Alexander Memorial Coliseum in Atlanta.

In 1998 kwam het derde album Aquemini uit, dat op dat moment hun succesvolste album werd. De plaat bereikte dubbel platina en eindigde op de tweede plaats in de Billboard-hitlijst. Aquemini kreeg van Source Magazine een 5-sterrenbeoordeling (die toentertijd pas 9 keer eerder was toegekend). De titel Aquemini was een samenvoeging van Dré en Big Bois sterrenbeelden Aquarius (Waterman) en Gemini (tweelingen). Dré vertelde dat het "simpelweg twee mensen zijn die samen komen en muziek creëren". Voor Aquemini was OutKast van Organized Noise afgestapt, wat een nieuwe instrumentale richting betekende. Er werd geëxperimenteerd met live instrumenten.
Het jaar erop kreeg OutKast een Grammy Award voor de single "Rosa Parks", vernoemd naar de beroemde Amerikaanse burgerrechtenactiviste. Parks zelf was echter niet blij dat haar naam gebruikt werd en spande een rechtszaak aan tegen OutKast. Ze was van mening dat haar naam onwettelijk werd gebruikt om hun muziek te promoten en had problemen met de obscene tekst. Bij de zaak werd ook rechter Johnnie Cochran betrokken. Eind 1999 werd de zaak door de rechter afgehandeld, die de klachten van Parks ongegrond vond. Ondertussen was OutKast bezig met andere projecten, zoals Dungeon Family (een collectief bestaande uit artiesten uit Atlanta) en Cool Breeze. Ook maakten ze een contributie aan de soundtrack van de films The Wood en Shaft.
Tijdens Halloween in 2000 kwam het album Stankonia uit. De plaat werd viermaal platina en werd in de eerste week 530.000 maal verkocht. Time Magazine en Rolling Stone noemden Stankonia in hun lijst van beste albums aller tijden. "B.O.B. (Bombs Over Baghdad)", "So Fresh, So Clean" en "Ms. Jackson" werden uitgebracht als singles. "Ms. Jackson" kwam in vele landen, waaronder Amerika en Nederland, op nummer één terecht. In 2000 tekende OutKast in samenwerking met Mr. DJ een contract met Elektra om een eigen platenlabel te beginnen. De naam voor het label werd Aquemini Records en de eerste artiest die aansloot was Slim Calhoun. Hij bracht een jaar later zijn debuut The Skinny uit onder de naam van Aquemini Records. In 2001 kwam het greatest hits-album Big Boi and Dre Present...Outkast uit, met daarop de single "The Whole World".

### 2003 - heden: Speakerboxxx/The Love Below en Idlewild
Rond de jaarwisseling van 2003 begonnen Andre 3000 en Big Boi ieder met het opnemen van een soloalbum. Deze zouden na afronding samen gevoegd worden. Het dubbelalbum dat aldus ontstond, kreeg de werktitel Outkast Present … Big Boi and Dre. In mei werd de titel van het album vastgesteld op Speakerboxxx/The Love Below. De releasedatum werd vastgesteld op 19 augustus, maar werd later verzet naar 23 september. Speakerboxxx/The Love Below werd in de eerste week 234.000 maal verkocht en debuteerde op de nummer 1-positie in de Billboard Album Chart. De twee albums verschilden in stijl: Speakerboxxx (Big Boi), met de singles "Ghetto Musick" en "The Way You Move", was meer hiphop gericht. The Love Below (Andre 3000), met de singles "Prototype", "Hey Ya!" en "Roses" bevatte meer funk en popmuziek. "Hey Ya!" en "The Way You Move" bereikten eind januari 2004 respectievelijk de eerste en tweede plaats in de Billboard Hot 100. Ze waren daarmee de eerste groep die de eerste twee plaatsten tegelijk bezette sinds de Bee Gees in 1978.
Bij de Grammy Awards van 2004 werd het album zowel "Album of the Year" als "Best Rap Album". Het album werd 5.5 miljoen keer verkocht, maar omdat de RIAA dubbelalbums ook als dubbel verkocht telden, kwam het album op 11 miljoen uit en kreeg zo een diamanten status. Op 30 augustus 2004 won OutKast 4 MTV Video Music Awards met "Hey Ya!": "Best Video", "Best Hip Hop Video", "Best Special Effects" en "Best Art Direction". Ook werden er in 2004 plannen gemaakt voor een album, dat een soundtrack zou worden voor een film. Het kreeg de werktitel Speakerboxxx en werd gemaakt door debuterend filmregisseur Bryan Barber. OutKast had al met Barber gewerkt in de videoclips van "Hey Ya!" en "The Way You Move". De uiteindelijke naam voor de film werd Idlewild, een product van Universal Studios. Het bevatte een verhaal in een jaren 30 setting in het fictieve plaatsje Idlewild, Georgia. Het originele plan was om de film in de zomer van 2005 uit te brengen.
De film werd in de VS op 25 augustus 2006 uitgebracht, drie dagen na het uitbrengen van OutKasts gelijknamige album. In het Verenigd Koninkrijk werd Idlewild op 6 oktober uitgebracht. De nummers van het album waren geïnspireerd door de film. De plaat bereikte de tweede plaats in de Billboard Album Chart. Er werden vijf singles uitgebracht: "Mighty O", "Morris Brown", "Idlewild Blue (Don't chu Worry 'Bout Me)", "Hollywood Divorce" en "The Train". Naast Idlewild verscheen het duo ook in verschillende andere films. Andre 3000 speelde in Be Cool, Revolver en Battle in Seattle. Big Boi verscheen in ATL en Who’s Your Caddy?. In 2007 begonnen zowel André 3000 als Big Boi met het opnemen van een soloalbum. Big Bois album, Sir Luscious Left Foot, stond gepland voor 2008. Op 23 maart 2008 werd OutKasts tourmanager Chase Tatum dood aangetroffen in zijn huis in Atlanta. De doodsoorzaak was waarschijnlijk een overdosis drugs. Een nieuw album werd in 2009 verwacht: in juli 2007 vertelde André 3000 dat het nog wel 2 jaar kon duren voordat er een nieuw OutKast-album verscheen. In 2014 werd een coverversie van Ms. Jackson een hit door de cover Moves Like Ms. Jackson van Zhu.

## Muziekstijl en onderwerpen

### Stijl en invloeden

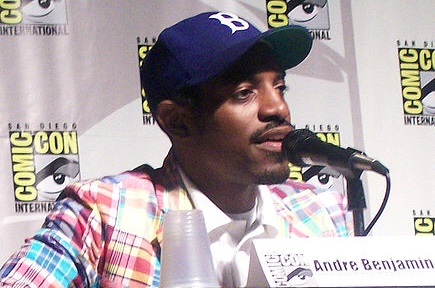
Andre 3000

OutKast is onderdeel van de Dirty South. Daarmee wordt niet alleen de zuidoostelijke staten van de Verenigde Staten aangegeven, maar ook een soort hiphop die dansbaar en upbeat is en simpele teksten bevat. In Dirty South is de invloed van G-Funk hoorbaar, een stijl die is ontstaan uit de West Coast-hiphop en groot is geworden door Dr. Dre’s The Chronic uit 1992. OutKast gebruikte de G-Funk met minder agressie en meer positiviteit. Andere invloeden die te horen zijn, zijn die van George Clinton en Sly Stone, die in hun muziek een combinatie van funk en Afrikaanse psychedelica verwerkten. Clinton zelf was later nog betrokken bij een OutKast-single (“Synthesizer”). Ook haalt OutKast veel inspiratie uit James Brown, Jimi Hendrix, Prince en Rick James.
De muziekstijl van OutKast is verschillend van de stijl die andere hiphopartiesten aanhouden. Met invloeden uit rap, funk, soul, jazz, blues, rock, wereldmuziek en hiphop maken zij muziek die minder agressief is dan die uit de beide kustgebieden (de West Coast-hiphop van Ice-T en N.W.A. en de East Coast-hiphop van Grandmaster Flash en Run-D.M.C.). Dat zorgt voor een meer melodieuze aanpak in de muziek van OutKast.
De twee OutKast-leden verschillen wezenlijk van elkaar. Big Boi wordt gezien als de rapper van het duo en heeft een ruiger verleden. Hij maakte zijn school in tegenstelling tot André 3000 wel af, maar groeide voornamelijk op in de straten van Atlanta. Daar kreeg hij veel te maken met drugs, diefstal en andere criminele activiteiten. Andre 3000 is het artistieke, flamboyante gedeelte van OutKast, wat vergelijkingen oplevert met Prince. Ook André 3000 groeide op straat op, al is hij introverter dan Big Boi. Hij is veganist, gebruikt geen drugs en houdt zich bezig met sociale problemen.

### Teksten
In de beginjaren schreef OutKast veel teksten over hun eigen levensstijl. Daardoor waren er vaak referenties naar het eigen Atlanta te horen. Ook onderwerpen als pimps, playas en Cadillacs (thema’s die de gangsta rap had gepopulariseerd) kwamen voorbij. Op het album Stankonia waren onderwerpen als ongehuwde moeders en het leven in de ghetto aanwezig. Ook politiek was een thema: op het album staat het nummer "B.O.B.", wat staat voor Bombs over Baghdad. Andre 3000 kwam op het idee voor de titel toen hij in een Londense hotelkamer op het nieuws de zin “bommen op Bagdad” hoorde. Hoewel het nummer anti-oorlog is, werd het nummer een van de veel gedraaide nummers in de Tweede Golfoorlog. Andre 3000 was geschokt om het te horen, maar stelde dat het ook “positief kan zijn als het moraal van de soldaten hierdoor steeg”. "B.O.B." werd, samen met andere oorlog-gerelateerde muziek, in maart 2003 verbannen door MTV na de uitbraak van de Tweede Golfoorlog.
"Ms. Jackson" was een single die door André 3000 geschreven werd over het uitmaken van zijn relatie met zangeres Erykah Badu. Het nummer "Hey Ya!" Bevat de tekst “Shake it like a polaroid picture”, een poging om mensen te laten dansen. De zin is een referentie naar de gewoonte van amateurfotografen om een net geschoten foto van een Polaroid-camera te wapperen om het te ‘drogen’. Dat is echter bij moderne polaroids niet meer van toepassing, waardoor Polaroid in 2004 een waarschuwing uitgaf om de foto’s niet te wapperen om beschadiging te voorkomen. De titel van het nummer "Rosa Parks" is de naam van een bekende mensenrechtenactiviste. Het onderwerp van het nummer was echter niet Parks zelf. Opvallend was dat slechts een zin een referentie naar Parks maakte: “Ah ha, hush that fuss / Everybody move to the back of the bus”. OutKast maakte een statement over de zaak: “Het was nooit onze intentie om een vrouw te beledigen die een rolmodel was voor de mensenrechten. We hopen dat we deze situatie rustig kunnen oplossen.” De rechter oordeelde in het voordeel van OutKast.

## Discografie

### Albums

#### Studioalbums
- 1994 - Southernplayalisticadillacmuzik
- 1996 - ATLiens
- 1998 - Aquemini
- 2000 - Stankonia
- 2003 - Speakerboxxx/The Love Below
- 2006 - Idlewild

#### Compilatiealbums
- 2001 - Big Boi and Dre Present...Outkast

### Singles
- 1994 - "Player's Ball"
- 1994 - "Southernplayalisticadillacmuzik"
- 1994 - "Git Up, Git Out"
- 1996 - "Elevators (Me & You)"
- 1996 - "ATLiens"
- 1997 - "Jazzy Belle"

#### Singles (vervolg)
- 1998 - "Rosa Parks"
- 1998 - "Skew it on the Bar-B"
- 1998 - "Da Art of Storytellin' (Pt. 1)"
- 2000 - "B.O.B. (Bombs Over Baghdad)"
- 2000 - "Ms. Jackson"
- 2000 - "So Fresh, So Clean"
- 2002 - "The Whole World"
- 2002 - "Land of a Million Drums"
- 2003 - "Hey Ya!"
- 2003 - "The Way You Move"
- 2004 - "Ghettomusick"
- 2004 - "Roses"
- 2004 - "Prototype"
- 2006 - "Mighty O"
- 2006 - "Morris Brown"
- 2006 - "Idlewild Blue (Don'tchu Worry 'Bout Me)"
- 2006 - "Hollywood Divorce"

### NPO Radio 2 Top 2000
| Nummers met noteringen in de NPO Radio 2 Top 2000 | '14  | '15  | '16  | '17  | '18  | '19  | '20  | '21  | '22  | '23  | '24  |
| ------------------------------------------------- | ---- | ---- | ---- | ---- | ---- | ---- | ---- | ---- | ---- | ---- | ---- |
| Hey Ya!                                           | 1429 | 1249 | 1249 | 1113 | 1362 | 1567 | 1600 | 1650 | 1665 | 1617 | 1788 |
| Ms. Jackson                                       | -    | 1903 | 1720 | -    | 1878 | -    | 1902 | 1805 | 1807 | 1907 | 1955 |

1. ↑  Een '-' betekent dat het nummer niet was genoteerd en een vetgedrukt getal geeft de hoogste notering van een nummer aan.
2. ↑  2014 was het eerste jaar met een notering voor OutKast.

## Hitlijsten

### Albums
| Album met eventuele hitnotering(en) in de Nederlandse Album Top 100 | Datum van verschijnen | Datum van binnenkomst | Hoogste positie | Aantal weken | Opmerkingen |
| ------------------------------------------------------------------- | --------------------- | --------------------- | --------------- | ------------ | ----------- |
| Stankonia                                                           | 23-10-2000            | 13-01-2001            | 20              | 12           |             |
| Speakerboxxx / The love below                                       | 29-09-2003            | 11-10-2003            | 15              | 89           |             |
| Idlewild                                                            | 10-08-2006            | 26-08-2006            | 32              | 5            |             |

| Album met hitnotering(en) in de Vlaamse Ultratop 200 albums | Datum van verschijnen | Datum van binnenkomst | Hoogste positie | Aantal weken | Opmerkingen |
| ----------------------------------------------------------- | --------------------- | --------------------- | --------------- | ------------ | ----------- |
| Stankonia                                                   | 2000                  | 10-02-2001            | 25              | 9            |             |
| Speakerboxxx / The love below                               | 2003                  | 08-11-2003            | 21              | 47           |             |
| Idlewild                                                    | 2006                  | 02-09-2006            | 24              | 9            |             |

### Singles
| Single met eventuele hitnotering(en) in de Nederlandse Top 40 | Datum van verschijnen | Datum van binnenkomst | Hoogste positie | Aantal weken | Opmerkingen      |
| ------------------------------------------------------------- | --------------------- | --------------------- | --------------- | ------------ | ---------------- |
| Rosa Parks                                                    | 1998                  | 13-02-1999            | 29              | 3            |                  |
| Ms. Jackson                                                   | 2000                  | 20-01-2001            | 1(1wk)          | 11           |                  |
| So fresh, So clean                                            | 2000                  | 16-06-2001            | 40              | 2            |                  |
| The whole world                                               | 2001                  | 02-02-2002            | 30              | 5            | met Killer Mike  |
| Hey ya!                                                       | 2003                  | 15-11-2003            | 25              | 4            |                  |
| The way you move                                              | 2004                  | 17-01-2004            | tip3            | -            | met Sleepy Brown |
| Hey ya!                                                       | 2003                  | 03-07-2004            | 22              | 11           | re-release       |
| Roses                                                         | 2004                  | 28-08-2004            | 22              | 9            |                  |

| Single met hitnotering(en) in de Vlaamse Ultratop 50 | Datum van verschijnen | Datum van binnenkomst | Hoogste positie | Aantal weken | Opmerkingen      |
| ---------------------------------------------------- | --------------------- | --------------------- | --------------- | ------------ | ---------------- |
| Ms. Jackson                                          | 2000                  | 03-02-2001            | 2               | 15           |                  |
| So fresh, So clean                                   | 2000                  | 02-06-2001            | tip6            | -            |                  |
| The whole world                                      | 2001                  | 16-02-2002            | tip9            | -            | met Killer Mike  |
| Hey ya!                                              | 2003                  | 01-11-2003            | 18              | 18           |                  |
| The way you move                                     | 2004                  | 20-03-2004            | 44              | 2            | met Sleepy Brown |
| Roses                                                | 2003                  | 10-07-2004            | 47              | 1            |                  |